# Gant (Bekleidungsmarke)
Gant (eigene Schreibweise: GANT) ist eine schwedische Bekleidungsmarke im gehobenen Preissegment mit amerikanischen Wurzeln im Besitz des Schweizer Handelskonzerns Maus Frères Holding zu dem auch die Modemarke Lacoste gehört.
Das 1949 von Bernard Gantmacher gegründete Unternehmen hatte seinen Firmensitz ursprünglich in New Haven. 1999 wurde das amerikanische Mutterhaus GANT U.S.A. von seinem schwedischen Partnerunternehmen gekauft. Seither wird die Firmengruppe von Gant Company Aktiebolag, die sich seit Anfang 2008 zu über 96 % im Besitz der Schweizer Maus Frères Holding befindet, geführt.

## Geschichte
Der Unternehmensgründer Bernard Gantmacher, ein Ukrainer, kam 1914 als Immigrant nach New York und hieß, bevor er seinen Namen wie viele andere jüdische Immigranten amerikanisierte, Berl Gantmacher. Seinen ersten Job bekam er in einem Hemdenladen in Manhattan, wo er Kragen vernähte. Dort lernte er auch seine zukünftige Frau kennen. Sie war Spezialistin für Knöpfe und Knopflöcher und arbeitete im gleichen Unternehmen. Nach Gantmachers Rückkehr aus dem Militärdienst während des Ersten Weltkriegs heiratete das Paar und er gründete mit seinem Geschäftspartner Morris Shapiro die Par-Ex Shirt Company. Sie arbeiteten auf Unterlieferanten-Basis und verkauften ihre Hemden an andere Marken des Landes. Das Markenzeichen von Gant wurde ein „g“ in der Ecke des Hemds. Im Jahr 1927 zog das Unternehmen nach New Haven, Connecticut, um. Das Paar hatte zwei Kinder, Marty und Elliot, geboren in den Jahren 1921 und 1926. Beide kehrten nach Abschluss ihres Studiums an der University of Connecticut in das Familienunternehmen zurück und überzeugten ihren Vater, Hemden für seine eigene Marke herzustellen. Im April 1949 wurde das Label GANT gegründet. Nach dem Tod ihres Vaters im Jahr 1955 übernahmen die Brüder Gant die Leitung des Unternehmens.
Ein wichtiges Detail des Gant-Hemds war und ist der Button-Down-Kragen, eine aus England stammende und von Brooks Brothers in den 1890ern in die USA gebrachte Neuheit, die zunehmend in Mode kam. In den 1960ern war Gant zeitweilig der zweitgrößte Hemdenhersteller der Welt.

### Gant wird schwedisch
1968 verkauften die Brüder Gant das Unternehmen an Consolidated Foods (seit 1985: Sara Lee), behielten aber Anteile an dem Unternehmen. 1971 brachte das Unternehmen seine erste Sportbekleidungslinie auf den Markt, und im Jahr 1974 rief es die Marke Rugger (dt. Rugby bzw. Rugby-Spieler) ins Leben. 1979 wurde Gant zur Tochtergesellschaft des Bekleidungsherstellers The Palm Beach Company aus Cincinnati und gab seinen Betrieb in New Haven auf. Ab 1981 eroberte Gant den internationalen Markt, als Pyramid Sportswear aus Schweden die Berechtigung zum Entwurf und zur Vermarktung von Gant außerhalb der USA erhielt. Zunächst bot Pyramid das Label Gant nur in Schweden an, expandierte dann aber schnell auf internationaler Ebene.
1995 kaufte Phillips-Van Heusen (PVH) die Marke Gant in den USA von dem insolventen Sportbekleidungshersteller Crystal Brands, Inc. Am Lizenznehmer Pyramid, der Mitte der 1990er Jahre weltweit mehr als 50 Gant-Ladengeschäfte betrieb, war PVH zu 25 % beteiligt. 1997 eröffnete Pyramid das erste Gant-Geschäft in den Vereinigten Staaten, auf der Fifth Avenue in Manhattan. Phillips-Van Heusen verkaufte Gant im Jahr 1999 an den Lizenznehmer Pyramid Sportswear aus Schweden für 71 Mio. US-Dollar.

### Gant wird schweizerisch
Zum Frühjahr 2006 ging Gant an die Börse und war an der Stockholmer Börse gelistet, bis die Notierung am 20. März 2008 wieder beendet wurde, als das Unternehmen von dem Schweizer Einzelhandelskonzern Maus Frères aufgekauft wurde.
Zur Muttergesellschaft Gant Holding AB gehört die Gant Company AB und zu dieser wiederum verschiedene Regionalgesellschaften, wie etwa Gant Sweden AB, Gant UK Ltd. oder Gant USA Corporation. Für Deutschland gab es mit der Duetz Fashion GmbH aus Holzwickede einen General-Importeur, bis Gant im Januar 2018 die Duetz Fashion GmbH und die Duetz Einzelhandels GmbH kaufte und in die GANT DACH GmbH überführte. Im Juni 2022 wurde die GANT DACH GmbH mit GANT BeNeLux fusioniert, woraus GANT Central Europe entstand. Der Firmensitz von Central Europe befindet sich in Holzwickede. Die Gant-Geschäftsführung leitete von 2007 bis 2014 der Niederländer Dirk-Jan Stoppelenburg als CEO. Auf ihn folgte der ehemalige Nordamerika-Manager von Adidas, Patrik Nilsson und ab Juni 2018 Brian Grevy, der seit 2016 bereits bei Gant als CMO tätig war. Von 2007 bis 2009 war der Schotte und ehemalige Escada-Designer Brian Rennie Chefdesigner bei Gant. Auf Rennie folgte 2010 der Amerikaner Bob Andrews, ein ehemaliger Ralph Lauren Designer. 2012 übernahm Christopher Bastin, der bereits seit 2004 im Unternehmen arbeitete, die Rolle des Kreativdirektors. Bastin schied Ende 2015 bei Gant aus. Seit Anfang 2016 untersteht dem Briten Matthew Wood, Gant-Mitarbeiter seit Anfang 2015, die kreative Leitung des Modehauses Gant. Karen Vogele übernahm Anfang Februar 2019 intern die kreative Leitung von Matthew Wood als Executive Vice President Product & Design. Christopher Bastin kehrte im Oktober 2019 als Global Artistic Director zu GANT zurück. Seit Februar 2020 ist Patrik Söderstrom, ehemaliger COO und nun neuer CEO und folgt damit auf Brian Grevy, der das Unternehmen zurück Richtung Adidas verlässt.

## Kollektionen
Die Gant-Kollektionen waren bis 2015 für Damen und Herren unterteilt in die Hauptlinie Gant (ehemals G.N.H. Gant New Haven), das jüngere, jeans-lastige Label Gant Rugger und die elegantere, hochpreisigere Kollektion Gant Collection (ehemals Elliott Gant, benannt nach Bernards Sohn). Zudem gab es von Herbst 2010 bis Frühjahr 2015 die modisch-sportive Gant by Michael Bastian Kollektion in Zusammenarbeit mit dem gleichnamigen New Yorker Mode-Designer. 2015 wurde unter CEO Nilsson eine Rebranding vollzogen. Das Unternehmen präsentiert sich seither als House of Gant mit den Modelinien Gant Originals, Gant Rugger und der neu geschaffenen Gant Diamond G Kollektion; allesamt jeweils für Damen und Herren. Bei letzterer liegt der Schwerpunkt auf Oberhemden und Blusen. Daneben bestehen Kollektionen für Kinder und Babys sowie für Heimbedarf, Schuhe, Brillen, Uhren sowie eine Duft-Reihe. Anfang 2024 wurde das bekannte Diamond G - Design größtenteils abgeschafft und gegen andere Designs ersetzt.
Die Produkte sind im mittleren bis oberen Preissegment angesiedelt und in über 750 Gant-Boutiquen auf der ganzen Welt sowie bei 4.000 ausgewählten Einzelhändlern erhältlich (Stand 2015). In Deutschland ist GANT über 40 mal vertreten. Dabei handelt es sich um Stores und Outlets. In Österreich ist GANT mit drei Standorten vertreten, einer davon ist ein Outlets. In der Schweiz ist GANT mit vier Standorten vertreten, zwei davon sind Outlets.
In den letzten Jahren wurden viele GANT Standorte aufgegeben, so beispielsweise die Stores in Kassel, Wiesbaden, Stuttgart, Sindelfingen, Leipzig, Luzern, Oberhausen, Kitzbühel, Linz, Sindelfingen, Innsbruck, Zürich, Schönenwerd, Bad Münstereifel und zuletzt Salzburg. Gründe für die Storeschließungen sind unterschiedlich, oftmals allerdings umsatzbedingt.